# Arquer a cavall

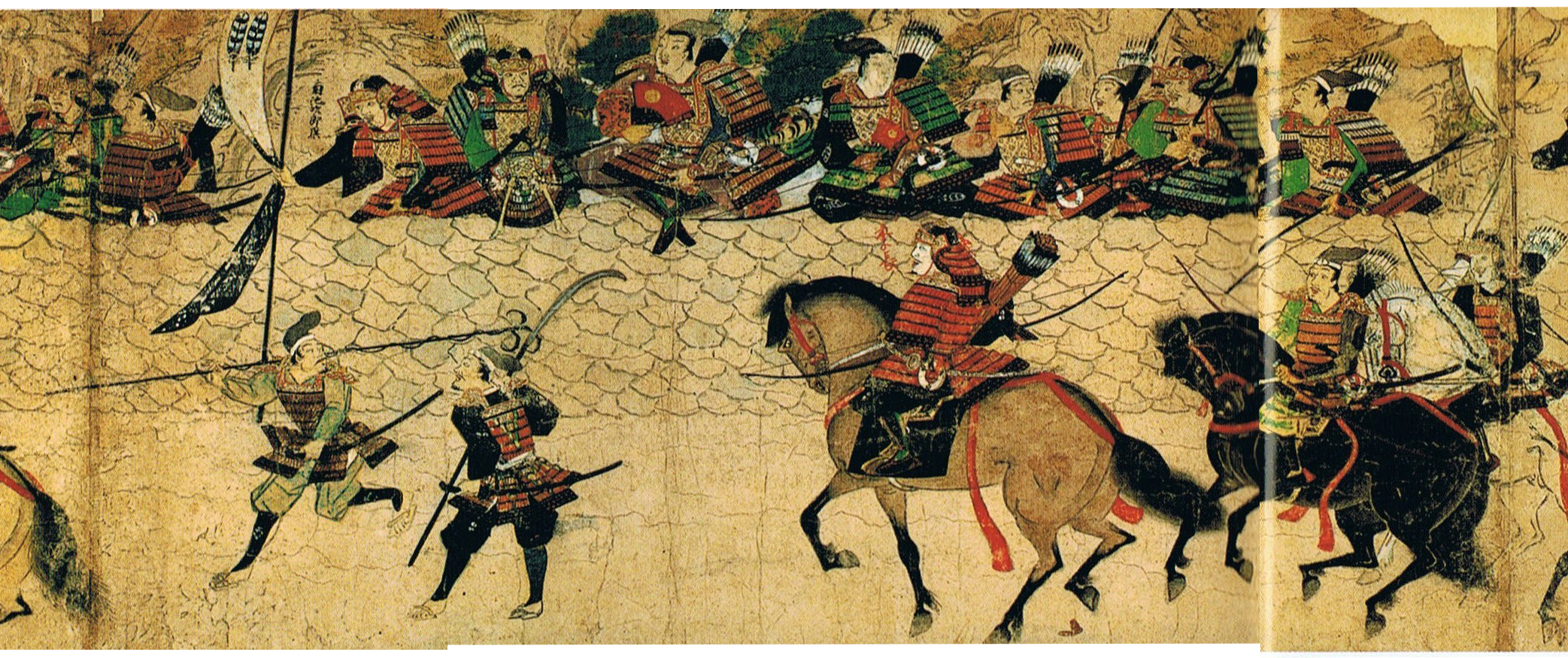
Els arquers a cavall mongols són rebutjats davant dels murs d'Hakata durant la invasió mongol del Japó.

Un arquer a cavall (o arquer muntat) és un soldat de cavalleria armat amb un arc curt. Per raó de la necessitat de deixar anar les regnes per al maneig de l'arc, l'arquer a cavall ha de tenir unes habilitats eqüestres magnífiques. El tir amb arc muntat a cavall s'associa típicament amb nòmades eqüestres de l'estepa euroasiàtica. Algunes civilitzacions conegudes per haver emprat arquers de cavall inclouen als escites, sàrmates, parts, huns, hongaresos, mongols, turcs, armenis i búlgars. Al Japó, es denominen Yabusame.
Posteriorment amb la introducció del cavall diverses tribus nòmades de l'Oest Mitjà es van tornar arquers muntats.
Tensar un arc requereix que l'arquer realitzi un contrapès cap enrere amb el braç tensador, és a dir, mantenint-se ferm. Les sagetes, però, són relativament poc letals, pel que són inútils en la lluita cos a cos. Els arquers a peu eren per tant summament vulnerables, especialment contra adversaris amb armadura.
Els arquers a cavall, amb el seu pes descansant sobre el cavall, podien carregar i llançar les sagetes en moviment. Una famosa tàctica era el tir part, que consistia a girar després de l'enemic i disparar (per això, el terme sageta parta s'aplica també a una observació especialment desagradable del comiat).
L'arma més triada pels arquers a cavall era l'arc de doble curvatura, en ser prou compacte com per disparar des del cavall i mantenir el suficient abast i poder de penetració. L'única amenaça per als arquers a cavall eren les sagetes, si bé podien allunyar-se de l'abast d'aquestes després de cada atac. Per tant, necessitaven poc o cap blindatge, podent cavalcar lleugers i conservant l'agilitat. Això els feia barats d'equipar, augmentant la seva utilitat estratègica.
Un inconvenient dels arquers a cavall era que els moviments d'un cavall corrent poden alterar la certesa del tret. Després de la invenció de l'estrep, els arquers a cavall podien aixecar-se sobre els estreps per absorbir el moviment del cavall. Un altre mètode per millorar la punteria del tret radicava en realitzar aquests en els espais de temps entre les gambades del cavall.
Els arquers a cavall van tenir un paper essencial en les batalles de Carrhae i Liegnitz. En ambdós casos, els arquers a cavall van resultar determinants en la victòria, en dependre els seus adversaris del contacte directe. Els arquers a cavall van caure en desús amb el desenvolupament dels fusells moderns.